# Lijst van oorlogsmonumenten in Losser
De Nederlandse gemeente Losser heeft 6 oorlogsmonumenten. Hieronder een overzicht.
| Nr.                             | Object                             | Herdachte groep                                                                                  | Ontwerper                      | Onthulling    | Type               | Locatie                | Plaats   | Coördinaten                   | Foto                               |
| ------------------------------- | ---------------------------------- | ------------------------------------------------------------------------------------------------ | ------------------------------ | ------------- | ------------------ | ---------------------- | -------- | ----------------------------- | ---------------------------------- |
| 1374                            | Joods monument                     | vervolgden Nederland                                                                             | Antoinette Ruiter (04-07-1946) | 28 april 1992 | beeld/sculptuur    | Kerkstraat, 7581 JE    | Losser   | 52° 15' 47" NB, 7° 0' 18" OL  | Joods monument                     |
| 1955                            | Monument voor de Gevallenen        | militairen in dienst van het Ned. Kon. 1940-1945, militairen in dienst van het Ned. Kon. na 1945 | Piet Jungblut (1909-1988)      | 1947          | beeld/sculptuur    | Martinusplein, 7581 AN | Losser   | 52° 15' 49" NB, 7° 0' 27" OL  | Monument voor de Gevallenen        |
| 2592                            | Monument aan de Sportlaan          | burgerslachtoffers                                                                               | Piet Jungblut                  |               | gedenksteen        | Sportlaan, 7581 BZ     | Losser   | 52° 15' 52" NB, 7° 0' 36" OL  | Monument aan de Sportlaan          |
| 2809                            | Monument voor Geallieerde Vliegers | geallieerde militairen                                                                           |                                | 5 mei 1995    | gedenksteen        |                        | Losser   | 52° 20' 9" NB, 7° 2' 12" OL   | Monument voor Geallieerde Vliegers |
| 3238                            | Geallieerd erehof                  | geallieerde militairen                                                                           |                                |               | begraafplaats/graf | Plechelmusstraat, 7587 | De Lutte | 52° 18' 58" NB, 6° 59' 10" OL | Geallieerd erehof                  |
| Dit oorlogsmonument op Wikidata | Monument Henk Brinkgreve           | Jedburgh                                                                                         | Geurt Brinkgreve               | 5 maart 2013  | monument           | Deppenbroekweg 8, 7582 | Losser   | 52° 14' 57" NB, 6° 59' 49" OL | Monument Henk Brinkgreve           |
|                                 | Stolpersteine                      | vervolgden Nederland                                                                             | Gunter Demnig                  |               | reliëf             |                        | Losser   |                               |                                    |

Almelo ·
Borne ·
Dalfsen ·
Deventer ·
Dinkelland ·
Enschede ·
Haaksbergen ·
Hardenberg ·
Hellendoorn ·
Hengelo ·
Hof van Twente ·
Kampen ·
Losser ·
Oldenzaal ·
Olst-Wijhe ·
Ommen ·
Raalte ·
Rijssen-Holten ·
Staphorst ·
Steenwijkerland ·
Tubbergen ·
Twenterand ·
Wierden ·
Zwartewaterland ·
Zwolle